# Districtul Nong Suea
Nong Suea (în thailandeză หนองเสือ) este un district (Amphoe) din provincia Pathum Thani, Thailanda, cu o populație de 46.565 de locuitori și o suprafață de 413,6 km².

## Componență
Districtul este subdivizat în 7 subdistricte (tambon), care sunt subdivizate în 70 de sate (muban).
| Nr. | Nume          | În thailandeză | Sate |  |
| --- | ------------- | -------------- | ---- |  |
| 1.  | Bueng Ba      | บึงบา           | 9    |  |
| 2.  | Bueng Bon     | บึงบอน          | 9    |  |
| 3.  | Bueng Ka Sam  | บึงกาสาม        | 9    |  |
| 4.  | Bueng Cham O  | บึงชำอ้อ         | 12   |  |
| 5.  | Nong Sam Wang | หนองสามวัง      | 13   |  |
| 6.  | Sala Khru     | ศาลาครุ         | 10   |  |
| 7.  | Noppharat     | นพรัตน์          | 8    |  |